# 梅萨克 (科雷兹省)
梅萨克（法語：Meyssac，法語發音：[mɛsak]）是法国科雷兹省的一个市镇，位于该省南部偏西，属于布里夫拉盖亚尔德区。

## 地理
梅萨克（45°3'20"N, 1°40'27"E）面积11.56 平方千米，位于法国新阿基坦大区科雷兹省，该省份为法国中南部省份，北起上维埃纳省和克勒兹省，西接多爾多涅省，南至洛特省，东临多姆山省和康塔爾省。
与梅萨克接壤的市镇（或旧市镇、城区）包括：韦河畔绍富、科隆日拉鲁日、拉格莱若勒、圣巴齐勒德梅萨克、圣瑞利安莫蒙。

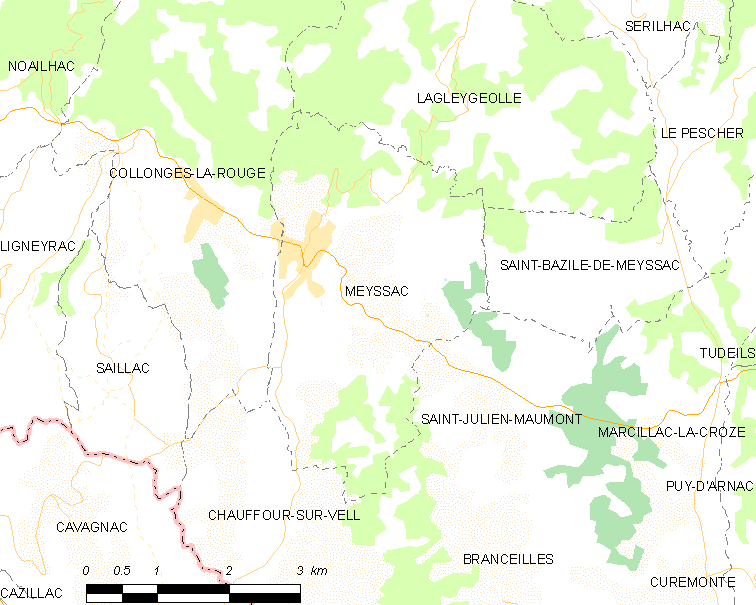
的OSM定位图

梅萨克的时区为UTC+01:00、UTC+02:00（夏令时）。

## 行政
梅萨克的邮政编码为19500，INSEE市镇编码为19138。

## 政治
梅萨克所属的省级选区为科雷兹南部县。

## 人口

1962-2008年间人口变化图示

梅萨克于2022年1月1日时的人口数量为1290人。